# ネマニャ・ミトロヴィッチ
ネマニャ・ミトロヴィッチ（Nemanja Mitrović、1992年10月15日 - ）は、スロベニア・リュブリャナ出身のサッカー選手。NKマリボル所属。ポジションはディフェンダー。スロベニア代表。

## クラブ経歴
NKカムニクというアマチュアクラブでサッカーを始めると、2009年にはイタリアへ渡り、インテルやサッスオーロ、ボローニャの下部組織に所属したものの、いずれのクラブでのトップチームデビューは叶わなかった。
2013年4月17日、スロベニアに復帰し、NKオリンピア・リュブリャナに所属していたミトロヴィッチは、この日のNKアルミニイとのリーグ戦にてプロデビューを果たした。翌年5月18日の同じくアルミニイ戦でプロ初ゴールを挙げ、2-0での勝利に貢献した。
2017年8月28日、ポーランドのヤギエロニア・ビャウィストクと4年契約を交わした。ここでは2シーズン在籍し、初年度はリーグ戦に24試合、2シーズン目は30試合に出場し、レギュラーとして活躍した。
2019年8月30日、スロベニア1部リーグのNKマリボルに移籍し、3年契約を結んだ

## 代表経歴
2018年3月27日、ベラルーシ代表との親善試合でスロベニア代表デビューを果たしたが、チームは2失点し、0-2で敗戦した。

## タイトル

### クラブ
NKオリンピア・リュブリャナ
- スロベニア1部リーグ : 1回 (2015-16)